# Розрив емпатії
Розрив емпатії між «гарячим» та «холодним» станом (англ. hot-cold empathy gap) — це когнітивне упередження, коли людина недооцінює вплив інстинктивних, вісцеральних чинників, а натомість виправдовує поведінку іншими невісцеральними причинами.
Суть цієї ідеї в тому, що людське розуміння є залежним від стану/настрою. Наприклад, якщо людина розсерджена, їй важко зрозуміти стан щастя, і навпаки; коли хтось шалено закоханий, важко зрозуміти, як це бути не закоханим (або уявити можливість перестати бути закоханим у майбутньому). Важливим є те, що нездатність мінімізувати розрив емпатії може призвести до негативних наслідків у професійних відносинах, наприклад у медицині (напр., коли лікарю потрібно точно оцінити рівень фізичного болю пацієнта) або в офісі (напр., коли керівнику слід оцінити необхідність надати працівнику відпустку у зв'язку з втратою).
Сам термін «розрив емпатії між „гарячим“ та „холодним“ станом» був запропонований психологом Університету Карнегі-Меллон (США) Джорджем Левінштайном, а їх дослідження є одним з його найбільших внесків у поведінкову економіку.

## Сфери вивчення
Початково наслідки розриву емпатії досліджувались у царині прийнятті рішень щодо сексуальної поведінки, коли молоді чоловіки у незбудженому «холодному стані» були нездатні передбачити, що у збудженому «гарячому стані» вони більш схильні приймати ризиковані сексуальні рішення, напр. не користуватися презервативом.
Розрив емпатії також використовувався як значуща наукова ідея в дослідженні причин цькування. В одному з досліджень на підтримку основної теорії, що «лише шляхом ідентифікації з соціальними стражданнями жертви можливо зрозуміти руйнівний ефект цькування», дослідники провели п'ять експериментів. Перші чотири досліджували ступінь оцінки учасників гри, соціальний біль тих, хто був до гри не запрошений. Дослідження показали, що учасники гри (соціально включені) постійно недооцінювали біль соціально виключених. Опитування, включене у дослідження думки вчителів щодо шкільної політики в частині цькування, показало, що ті, які мали власний досвід соціального болю від цькування, часто оцінювали біль учнів, які постраждали від цькування чи соціального виключення, вище, ніж вчителі, які такого досвіду не мали, і більше того, вчителі, які мали такий негативний досвід, з більшою ймовірністю покарати учнів — винуватців цькування.

## Влада
Дослідження одного з видів ультимативних ігор в теорії ігор — «диктаторської гри» (тобто гри з двома учасниками мають поділити щось за певну кількість кроків, але вся «влада» у одного учасника — «диктатора», другий — «безсильний» — може лише приймати рішення першого) показує, що «диктатор» не матиме стратегії у свої пропозиціях іншому учаснику, тому за іронією «безсильний» отримає кращі результати, ніж якби він мав мінімальний вплив на рішення. Вважається, що причиною цього є егоцентричний розрив емпатії у «диктатора».
В цілому, люди відчувають складність відчуття перспективи у типових ситуаціях та прийнятті рішень. Часто причиною цього є упередження хибного консенсусу, яке призводить до переоцінки схожої перспективи.

### Експеримент Ван Бовена
Ван Бовен поділив учасників експерименту на продавців та покупців чашки для кави. До початку експерименту, продавців він спитав, за скільки вони продадуть чашку, а покупців — за скільки вони готові придбати; обидві сторони також попросили оцінити, за яку ціну, на їх думку, інші сторона готова придбати/купити чашку.
Прогноз щодо ціни продавців та покупців були схожі на ціну, яку кожен з них пропонував під час експерименту та залежали від їх власної оцінки вартості чашки. Це дозволило зробити висновок про існування розриву емпатії, оскільки жодна сторона не змогла правильно зазначити ціну іншої сторони. При цьому, під час самих торгів, «слабша» сторона (покупець) має стимул діяти більш гнучко, оскільки занепокоєна тим, що наслідок торгів буде для неї несприятливим. В результаті, це призводить до рішення, яке надає перевагу «слабшій» стороні.

#### Загальні висновки щодо результатів
На підставі досліджень був зроблений наступний висновок щодо розриву емпатії та влади: «слабша» сторона часто не розуміє, що її «слабкість» насправді надає їй більше влади стратегічно думати і приймати відповідні рішення, що веде до кращих наслідків. «Слабша» сторона переконує себе, що володіння більшою владою надає більше переваг, хоча сторона «при владі» не має стратегії, що призводить до гірших її результатів.
Був проведений ряд експериментів з різними комбінаціями ультимативної гри, загальним висновком яких було, що учасники надають перевагу більшому, ніж меншому ступеню влади у грі. Оскільки обґрунтування не обов'язково правдиве, з урахуванням упередження хибного консенсусу, наділені владою нею не зловживали. Незважаючи на припущення про те, що наділені владою, зловживають нею, експерименти показали, що вона призводить до більш про-соціальної поведінки та відповідальності.

## Курці
Джордж Левінштайн досліджував вплив вісцеральних факторів (факторів, які стосуються потреб людини, важливих для виживання, — наприклад відчуття сонливості чи голоду) на такі погані звички, як паління. Невстановленим чином погані звички через поведінковий збій хибно категоризуються організмом людини як життєво-необхідні потреби.
Його дослідження показали важливість розриву емпатії між «гарячим» та «холодним» станом у наркозалежності, такій як паління.

### Розрив емпатії між «гарячим» та «холодним» станом у курців
Дослідження 2008 року вивчало розрив емпатії у курців.
За допомогою оголошення в газетах були відібрані 98 курців віком від 18 до 40 років, які спалювали не менше 10 цигарок на день протягом попередніх 12 днів та не були зацікавлені кинути палити. Для експерименту курців попросили уникати паління протягом двох днів. Експеримент мав два послідовних етапи:
1. Етап 1: Учасників попросили уявити, що їм боляче, з метою досягти збудження за допомогою думок, непов'язаних з палінням. Потім організатори експерименту визначили, в якому зі станів розриву емпатії — «гарячому» чи «холодному» — перебувають учасники. Після цього, учасників у «холодному» стані визначили як групу з контрольним стимулом (подразником). Їх попросили підняти подивитися на тацю, покриту покривалом, 20 секунд, після чого підняти покривало з таці, на якій лежав скотч. Їх попросили уважно подивитися на скотч. Учасників у «гарячому» стані визначили як групу зі стимулом паління. Цю групу попросили здійснити з покривалом і тацею ті самі дії, однак на таці був не скотч, а пачка цигарок, запальничка та попільниця. Учасників групи попросили запалити цигарку і дивитися на неї, але не палити. Після цього, обидві групи спитали про мінімальну суму коштів, яку вони б прийняли, щоб відтермінувати паління «прямо зараз».[11]
2. Етап 2: Формат етапу був схожий на попередній, за тим виключенням, що учасників зі стимулом паління попросили зазначити свою мінімальну ціну, щоб утриматись від паління, двічі — до того, як вони підняли покривало з таці та після, та проінформували, що існує 50% шанс, що їх значення компенсації буде взяте до уваги про сплаті компенсації наприкінці дослідження. Наприкінці дослідження учасникам сплатили по п'ять доларів за участь.[11]

Результати вказують, що сума компенсації зросла між першим та другим етапом у контрольованій групі, та знизилась у групі з «гарячим» стимулом.
Учасники групи «холодного» стимулу прогнозувати меншу суму, яку вони вимагатимуть, щоб утриматись від паління, а учасники «гарячої» групи, навпаки, завищували. Це показує розрив у обох стадіях емпатії, а також може вказувати на те, що вони будуть неправильно оцінювати ситуації з високим ризиком. Наприклад, багато курців на вечірках ймовірно недооцінять кількість випалених цигарок, і випалять більше, ніж збиралися. Ті, хто насправді хоче кинути палити, думатимуть, що це досить легко, однак під час процесу позбавлення звички їм буде дуже важко контролювати бажання запалити. В ситуаціях, які провокують потяг запалити, їх буде дуже важко від того утриматись, а людина, яка не має такого потягу, не має і уявлення, як це шалено хотіти запалити цигарку.

## Розрив емпатії та пам'ять
Розрив емпатії між «гарячим» та «холодним» станом також залежить від спогаду людини про вісцеральний досвід. Тому частою є недооцінка вісцерального стану з огляду на обмежену пам'ять про нього. Так люди в «холодному» стані переважно недооцінюють вплив болю на прийняття рішень та поведінку у порівнянні з тими, хто перебуває у «гарячому» стані.

### Експеримент
Нордгрен, ван дер Плігт та ван Харревельд оцінювали вплив болю на виконання піддослідними тесту на пам'ять. Під час оцінки, учасників питали, як біль та інші фактори вплинули на проходження ними тесту.
Результати показали, що учасники, які брали участь у тесті без болю (в «холодному» стані) недооцінювали вплив болю та їх поведінку. Натомість, учасники, які відчували біль під час тесту, правильно оцінили вплив болю на результат тесту.